# 猪岡短台
猪岡短台（いのおかたんだい）は、宮城県遠田郡涌谷町にある大字。郵便番号は987-0284。

## 概要
涌谷町の東端に位置しており、域内はJR気仙沼線が走っている。箟岳山の南東麓にあり、のの岳駅周辺には田園が広がっている。東部は旧北上川と旧迫川が、南部には江合川が流れており、川を挟んで東部は石巻市桃生町、南部は石巻市河南町に接している。

## 歴史
- 1873年（明治6年） - 猪岡短台小学校が設立（1892年閉校）[4]。
- 1889年（明治22年）4月1日 - 町村制施行にともない、遠田郡箆岳村・吉住村・猪岡短台村・太田村・小里村・成沢村の区域をもって箆岳村が成立。
- 1955年（昭和30年）7月15日 - 箆岳村が涌谷町と新設合併し、涌谷町の大字となる。

## 施設
- 涌谷町立ののだけ幼稚園
- 石仏広場
- 遠田警察署 猪岡駐在所
- 猪岡簡易郵便局
- 大谷地御前姫神社
- 猪岡短台新山速玉雄神社

## 交通

### 道路・橋梁
- 宮城県道29号河南築館線
- 宮城県道61号涌谷津山線
- 及川橋：宮城県道29号上にあり、石巻市河南町と結ぶ橋梁。

### バス
- 涌谷町町民バス[5]
  - 箟岳線
  - 箟岳山線

### 鉄道

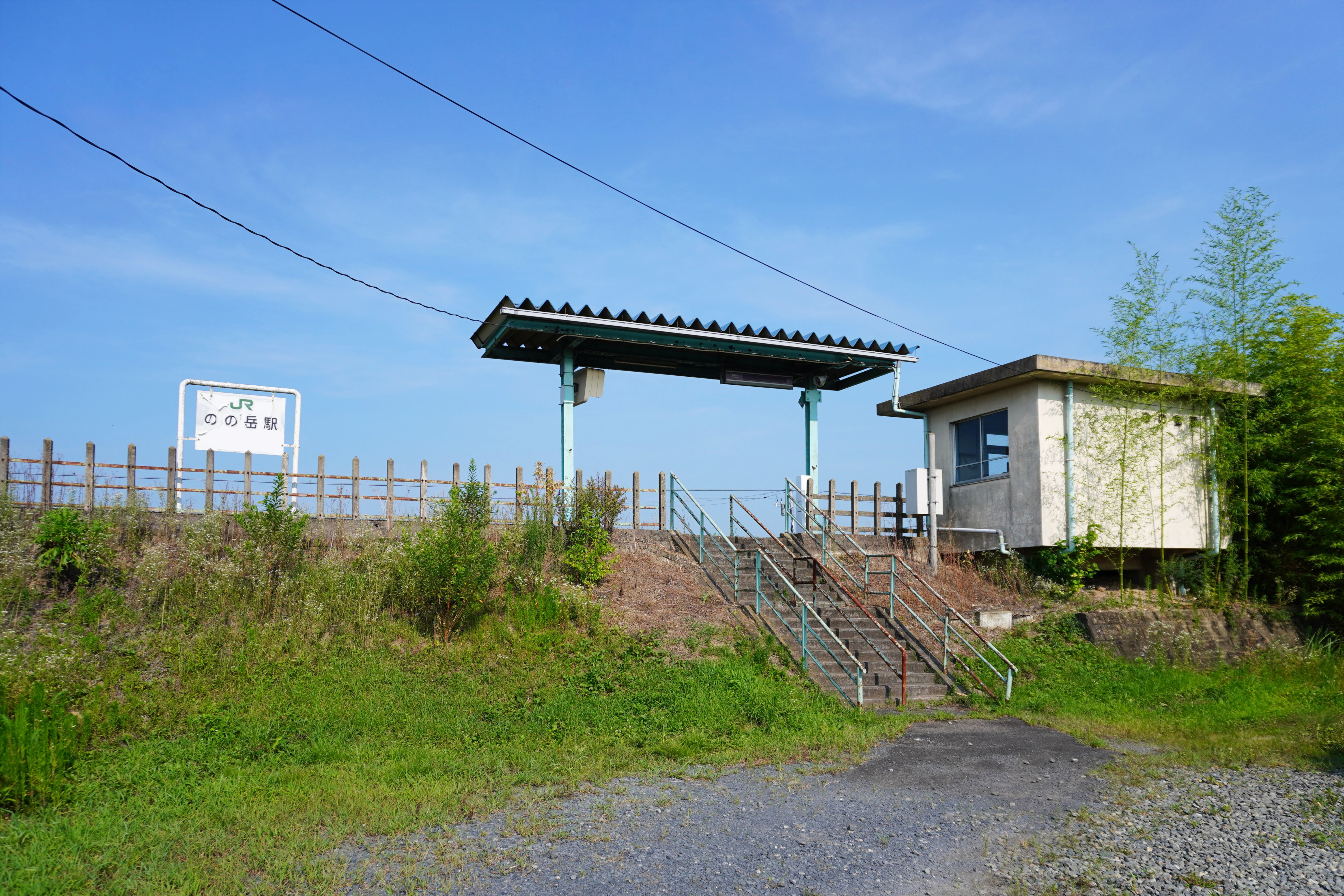
のの岳駅

- 東日本旅客鉄道気仙沼線
  - のの岳駅

## 小字
猪岡短台には以下の小字を擁する。
- 愛宕
- 石生
- 石坂
- 猪岡
- 大平一
- 大平二
- 大谷地
- 大谷地下
- 小倉下
- 笠石
- 金山
- 川畑一
- 川畑二
- 窪田
- 桑畑
- 佐野崎
- 三丁歩
- 酌子
- 新石坂
- 新大谷地
- 新笠石
- 新桑畑
- 新山一
- 新山二
- 新酌子
- 新待井一
- 新待井二
- 新待井三
- 砂子田
- 千刈田一
- 千刈田二
- 外谷地
- 館の下
- 短台
- 中瀬
- 迫一
- 迫二
- 平沢
- 仏供殿
- 洞
- 丸山一
- 丸山二
- 元大谷地
- 元桑畑
- 元御料
- 元外谷地
- 元館下

## 人口
2022年（令和4年）5月末時点での人口は以下の通りである。
| 行政区 | 男    | 女    | 計    |
| ------ | ----- | ----- | ----- |
| 猪岡   | 179人 | 164人 | 343人 |
| 短台   | 163人 | 177人 | 340人 |
| 合計   | 342人 | 341人 | 683人 |